# Михайловка (Новонадеждинский сельсовет)
Михайловка (баш. Михайловка) — деревня в Благовещенского района Республики Башкортостан Российской Федерации. Входит в состав Новонадеждинского сельсовета.

## История
Официально образована в 2005 году (Закон «О внесении изменений в административно-территориальное устройство Республики Башкортостан в связи с образованием, объединением, упразднением и изменением статуса населенных пунктов, переносом административных центров» от 20 июля 2005 года, № 211-З (Принят Государственным Собранием — Курултаем Республики Башкортостан 7 июля 2005 года), ст. 1).
Основана в 1920-е гг. как посёлок Михайловский жителями починка Ново-Надеждинского в Уфимском кантоне БАССР. Время появления данной деревни не вполне выяснено, скорее всего — первая половина 1920-х годов.  С 1930-х относится к Новонадеждинскому сельсовету.. Существовал до 1960.

## Население
| 2002 | 2009 | 2010 |
| ---- | ---- | ---- |
| 20   | ↘5   | ↗10  |

Национальный состав
Согласно переписи 2002 года, преобладающие национальности — русские (60 %), башкиры (40 %).
В 2010 году — только 10 постоянных жителей.

### Историческая численность населения
С 1939 года насчитывался 21 человек. Жили русские.  

## Инфраструктура
В 1925 учтено 5 хозяйств.